# Ozyptila bejarana
Ozyptila bejarana là một loài nhện trong họ Thomisidae.
Loài này thuộc chi Ozyptila. Ozyptila bejarana được miêu tả năm 1998 bởi Urones.